# رودريغو دام
رودريغو دام (بالبرتغالية: Rodrigo Damm) هو فنان قتال مختلط برازيلي، ولد في 3 فبراير 1980 في Afonso Cláudio, Espírito Santo ‏ في البرازيل.

## وصلات خارجية
- رودريغو دام على موقع يو إف سي (الإنجليزية)
- رودريغو دام على موقع شيردوغ (الإنجليزية)
- رودريغو دام على موقع IMDb (الإنجليزية)